# Call on Me
A Call on Me Janet Jackson amerikai énekesnő első kislemeze kilencedik, 20 Y.O. című stúdióalbumáról. A dalt duettként énekli Nellyvel. A Call on Me a 25. helyig jutott a Billboard Hot 100 slágerlistán, ezzel Jackson számai közül ez érte el a legjobb eredményt a 2001-ben megjelent Someone to Call My Lover óta, ami a 3. helyre került ugyanezen a listán. A Billboard Hot R&B/Hip Hop Songs slágerlistán az első helyig jutott, ezzel ez lett Jackson tizenötödik listavezető száma ezen a slágerlistán.
A Call on Me középtempójú R&B-dal, részletet használ fel a The SOS Band Tell Me If You Still Care című dalából. Jermaine Dupri producer azt mondta a dalról: „Arról szól a felvétel, amikor barátra van szükséged, valakire, akivel beszélgethetsz. Baráti dal. Nem szerelmes felvétel. Ahogy Nelly és Janet beszélnek, az olyan, mintha szerelmesek lennének, de a dal valójában a barátságról szól.”
A felvételek az atlantai Southside Studiosban és a Santa Barbara-i Flyte Tyme Studiosban folytak.

## Fogadtatása
A dal premierje 2006. június 17-én volt. Az Egyesült Államokban két nappal a hivatalos megjelenés előtt már 184 alkalommal játszották a négy különböző stílusra szakosodott különböző rádióadók, és 4358 millióan hallhatták; a hivatalos megjelenésre ez a szám elérhette a 8679 milliót. A Call on Me a Billboard Bubbling Under Hot 100 Singles slágerlista 8. helyén nyitott, ami nagyjából a fő slágerlista, a Hot 100 száznyolcadik helyének felel meg. A dal a hivatalos megjelenése után 2 nappal a 48. helyen nyitott a Hot R&B/Hip-Hop Songs slágerlistán, azon a héten ez a dal nyitott a legmagasabban. A következő héten a Billboard Radio Monitor R&B/Hip-Hop Airplay rádiós játszási listára is felkerült, a 19. helyre – ezzel ezen a listán ez lett a legmagasabban debütáló kislemez a TLC No Scrubs című száma óta, ami a 13. helyen nyitott 1999 februárjában.
A Call on Me 2006. július 18-a óta megvásárolható az iTunes Music Store-ban, ennek segítségével a 63. helyről felkerült a 25. helyre a Billboard Hot 100-on. Ennél feljebb nem jutott, a listán töltött hatodik héten pedig lekerült a 33. helyre. 2006. szeptember 5-én a dal korlátozott példányszámban kislemezen is megjelent az Egyesült Államokban, és hamarosan listavezető lett a lemezeladásokon alapuló Hot 100 Singles Sales listán, ahol hat nem egymást követő hetet töltött az első helyen. Ezzel ez lett Jackson legtovább listavezető száma az eladási listán, legyőzve az 1993-ban megjelent That’s the Way Love Goest, ami öt hetet töltött a lista élén.
A Call on Me hat hetet töltött a R&B/hiphop kislemezek eladási listájának élén is, valamint két hétig vezette a Hot R&B/Hip-Hop Songs slágerlistát, ezzel ez Jackson tizenötödik R&B-listavezető slágere, az első a 2001-ben kiadott All for You óta. Nellynek ez lett a negyedik listavezetője az R&B-listákon, az első a 2002-ben megjelent Dilemma óta. Szeptember végén a Call On Me lett Jackson első olyan listavezető száma az R&B-slágerlistán, aminek sikerült visszatérnie a legfelső helyre, miután már lekerült onnan.
Az Egyesült Királyságban a dal a 18. helyen nyitott a slágerlistán a 2006. szeptember 23-mal kezdődő héten. Ezen a héten ez volt a legsikeresebb újonnan megjelent dal, az album mérsékelt sikerének köszönhetően erről az albumról nem jelent meg több kislemez az országban. A Call on Me számos európai országban a Top 20-ba került, Japánban, Olaszországban és Dél-Afrikában a Top 10-be.
Az USA-ban a dal a nyolcadik helyre került az év legtöbb példányban elkelt dalai közt, a hiphop/R&B-piacon a 2. helyre; a hiphop/R&B-rádiók 27. legjátszottabb dala volt, a Billboard 2006-os év végi összesített R&B/hiphop slágerlistáján pedig a 22. helyre került.

## Videóklip és remixek
A dal videóklipjét Hype Williams rendezte, és kilenc nap alatt forgatták le, 2006. július 1-jétől július 9-éig. A New York-i John Fitzgerald Kennedy nemzetközi repülőtér egy hangárjában zajlott a forgatás. A klipben indiai, ázsiai és afrikai stílusok vegyülnek. Az animációt Masi Oka japán animeproducer munkái ihlették; a fő inspirációt az ő Oscar-díjas Spirited Away című műve adta. Jermaine Dupri kijelentette, hogy a klip „az utóbbi három év legdrágább videóklipje”. „Addig mentünk el, ameddig csak lehetett. Istennő-hatást próbáltunk elérni” – jelentette ki Fran Cooper sminkes.
A klip bemutatója 2006. július 26-án volt a BET csatornán. Kanadában a MuchMusic és a CTV mutatta e július 27-én. A klip 2006. augusztus 16-án listavezető lett a BET naponkénti Top 10 listáján, a 106 & Park-on, ezzel ez lett Jackson első listavezető klipje a műsorban. Az év végi összesített listán a 18. lett.

### Cenzúra
2006. július 28-án Jackson rajongói petíciót indítottak, melyben kijelentették, hogy az MTV a Super Bowl XXXVIII-incidens miatt nem hajlandó játszani a klipet, míg az eset másik résztvevőjének, Justin Timberlake-nek a klipjeit gyakran játsszák, és ez igazságtalan.
A Viacom játszotta a klipet a BET csatornán, az MTV Networks pedig a VH1 Soul, MTV Hits és MTV Jams csatornákon, de azzal, hogy az MTV nem játszotta, nem volt jogosult arra, hogy szavazzanak a klipre a Total Request Live-on.

### Hivatalos remixek
- Album Mix (3:30)
- Extended Album Mix (5:08)
- Album Instrumental (3:30)
- Album A Cappella (3:28)
- Tony Moran & Warren Rigg Extended Club Remix (9:19)
- Tony Moran & Warren Rigg Extended Dub Remix (9:13)
- Tony Moran & Warren Rigg Radio Remix (4:00)
- Full Phatt Extended Remix (4:17)
- Full Phatt Radio Remix (3:32)
- Full Phatt Instrumental (3:32)
- Lil Jon Remix (3:23)
- Luny Tunes Remix (3:42)
- Hard Mix Bionix (3:34)
- Smooth Mix Bionix (3:14)
- House Remix By Junior Caldera
- Waku Remix (3:26)

## Változatok
| CD maxi kislemez (Németország) 1. Call on Me (Album Mix) 2. Call on Me (Full Phatt Extended Remix) 3. Call on Me (Tony Moran Extended Club Remix) 4. Call on Me (Album Instrumental) CD maxi kislemez (USA) 1. Call on Me (Album Mix) 2. Call on Me (Extended Album Mix) 3. Call on Me (Album Instrumental) | CD maxi kislemez (Egyesült Királyság) 1. Call on Me (Album Mix) 2. Call on Me (Full Phat Radio Mix) CD maxi kislemez (Egyesült Királyság) 1. Call on Me (Extended Album Mix) 2. Call on Me (Full Phat Extended Remix) 3. Call on Me (Tony Moran Extended Club Remix) 4. Call on Me (Album Instrumental) |

## Helyezések
| Slágerlista (2006)                  | Legmagasabb helyezés |
| ----------------------------------- | -------------------- |
| USA Billboard Hot 100               | 25                   |
| USA Billboard Hot R&B/Hip-Hop Songs | 1                    |
| USA Billboard Hot Adult R&B Airplay | 14                   |
| USA Billboard Hot Dance Club Play   | 2                    |
| USA Billboard Hot Dance Airplay     | 11                   |
| USA Billboard Pop 100               | 33                   |
| USA Billboard Rhythmic Top 40       | 21                   |
| USA Billboard Mainstream Top 40     | 32                   |
| USA ARC Weekly Top 40               | 24                   |
| Ausztrália ARIA Club lista          | 49                   |
| Bermudai kislemezlista              | 1                    |
| Brazil Hot 100                      | 25                   |
| Brazil Top 40 Dance Traxx           | 3                    |
| Brit kislemezlista                  | 18                   |
| Brit Top 40 R&B kislemezlista       | 6                    |
| Dél-afrikai (5 FM Top 40)           | 5                    |
| European Hot 100 Singles            | 31                   |
| Finn Top 20 kislemez                | 20                   |
| Francia kislemezlista               | 41                   |
| Ír kislemezlista                    | 20                   |
| Japán J-Wave Tokio Hot 100          | 9                    |
| Német rádiós játszási lista         | 53                   |
| Német kislemezlista                 | 45                   |
| Olasz kislemezlista                 | 7                    |
| Svájci kislemezlista                | 43                   |
| Svéd Top 60 kislemez                | 25                   |
| Új-zélandi Top 40 kislemez          | 11                   |
| Nemzetközi egyesített slágerlista   | 36                   |